# فولاد بوته
فولاد بوته فولادی است که از ذوب کردن آهن خام (چدن) همراه با آهن و بعضا فولاد در بوته ذوب فلز تولید می‌شود، فرایندی که اغلب با ماسه، شیشه، خاکستر و سایر فلاکس‌ها همراه می‌شود. در دوران قدیم، منبع تولید حرارت، سوزاندن زغال چوب یا زغال سنگ بود. از آنجایی این منابع نمی‌توانستند به دمایی به اندازه دمای ذوب آهن و فولاد برسند، ذوب این دو امکان‌پذیر نبود. با این وجود، از آنجایی که محتوای کربن آهن خام بیشتر است و لذا دمای نقطه ذوب کمتری دارد، قابلیت ذوب آن فراهم است. با فرو بردن طولانی مدت آهن کارشده یا فولاد در آهن خام مایع، میزان کربن آهن خام کاهش می‌یابد، زیرا کربن به آرامی در آهن نفوذ می کند و در نتیجه این فرایند، هر دو فلز به فولاد تبدیل می شوند. تولید این نوع فولاد بوته‌ در قرون وسطی در مناطق آسیای جنوبی و مرکزی صورت می‌گرفت. این نوع فولاد که عموماً سختی قابل توجهی از خود نشان می‌دهد، فولادی ترکیبی و ناهمگن است، که از ترکیب فولادی بسیار پرکربن (که پیش از ذوب، آهن خام بوده است) و فولادی کم‌کربن (که پیش از ذوب، آهن کارشده بوده است) تولید می‌شده است. ترکیب این فلزات هنگام آهنگری، سوهان‌کاری یا صیقل دادن فولاد، الگویی پر از جزئیات ایجاد می‌کرد. یکی از معروف‌ترین نمونه‌های این فولاد، فولاد ووتز (فولاد هندی) است که در شمشیر‌های دمشق استفاده می‌شده است. این فولاد به دلیل استفاده از فلاکس، عموما در مقایسه با سایر فرایندهای تولید فولاد آن زمان، میزان کربن بیشتر (در بازه 1.5 تا 2.0 درصد) و کیفیت بهتری (بدون ناخالصی) داشت. این فولاد به آهنگری زیادی نیاز نداشت و کار کردن روی آن نیز در دما‌هایی به نسبت کم انجام می‌شد تا جلوی هر نوع کربن‌زدایی، ترک خوردن کوتاهی داغ یا نفوذ بیش از اندازه کربن گرفته شود. فولاد تنها به حدی چکش می‌خورد که فرم کلی تیغه شمشیر ایجاد شود. میزان کربن این فولاد به چدن نزدیک است و عمدتا پس از تغییر شکل و فرم دادن، برای رسیدن به سختی مناسب به هیچ عملیات حرارتی جز خنک‌کاری با هوا نیاز ندارد و فقط بر ترکیب فولاد تکیه می‌کند. فولاد پرکربن‌تر لبه تیغه بسیار سختی داشت، در حالی که فولاد کم‌کربن‌تر، چقرمگی بیشتری داشت و شانس خرد شدن، ترک خوردن یا شکستن را کاهش می‌داد. 
در اروپا، فولاد بوته توسط بنجامین هانتسمن در انگلستان در قرن هجدهم ساخته شد. هانتسمن به جای زغال سنگ یا زغال چوب، از کک استفاده کرد و توانست به دمای کافی برای ذوب فولاد و حل کردن آهن دست یابد. فرآیند هانتسمن نسبت به تعدادی از فرآیند‌های ووتز متفاوت بود، از این لحاظ که زمان طولانی‌تری برای ذوب کردن فولاد و خنک کردن آن صرف می‌شد و بنابراین، زمان بیشتری برای نفوذ کربن فراهم بود. مواد خام فرآیند هانتسمن، آهن و فولاد بودند که به شکل فولاد بلیستر استفاده می‌شدند. فولاد بلیستر نوعی از فولاد بود که جایگزین تبدیل مستقیم از چدن شده بود، در حالی که تبدیل مستقیم از چدن در فرایند پادلینگ یا بعدها در فرآیند بسمر استفاده می‌شد. توانایی ذوب کامل فولاد، هرگونه غیرهمگنی را در فولاد از بین برد و به کربن اجازه داد که به طور یکنواخت در فولاد مایع حل شود. بدین ترتیب، دیگر نیازی به آهنگری گسترده برای دستیابی به نتیجه‌ای مشابه آهنگری نبود. به همین ترتیب، ریخته‌گری فولاد نیز با ریختن آن در قالب امکان‌پذیر شد. استفاده از فلاکس‌ها، استخراج تقریباً کامل ناخالصی‌ها از مایع را ممکن می‌ساخت، به طوری که ناخالصی‌ها پس از افزودن فلاکس، به سمت بالا شناور شده و دور ریخته می‌شدند. این نوع فولاد، اولین فولاد با کیفیت مدرن بود و ابزاری فراهم کرد تا آهن کارشده اضافی به طور موثر به فولاد مفید تبدیل شود. فرآیند هانتسمن، افزایش چشمگیر تولید فولاد باکیفیت در اروپا را در پی داشت، که در کالاهایی مانند چاقو، ابزار و ماشین‌آلات استفاده می‌شد و راه را برای انقلاب صنعتی هموار کرد. 

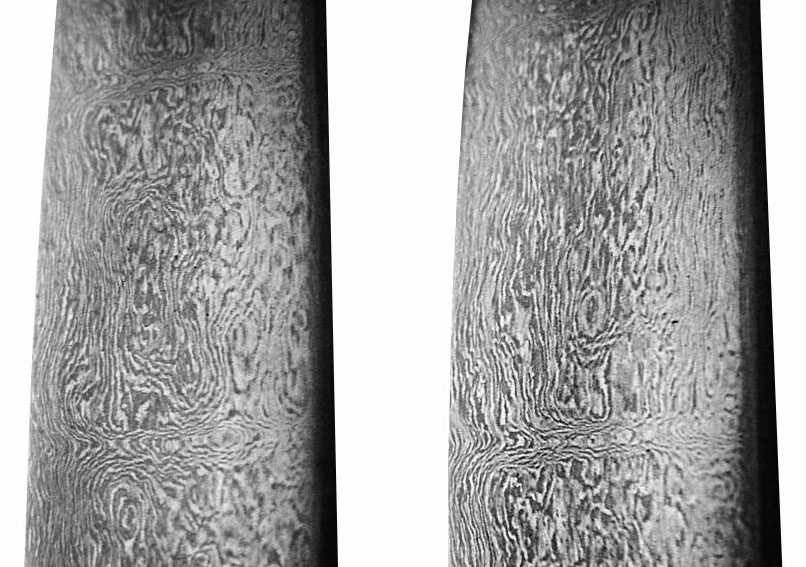
طرح «نردبان کرک» تیغه شمشیری که از فولاد بوته ساخته شده است، دوره زندیه، 1750-1794 م.، ایران. (مشتاق خراسانی 2006، 506)

## روش‌های تولید فولاد بوته
تقسیم‌بندی آلیاژ‌های آهن به طور کلی بر اساس محتوای کربن انجام می‌شود: چدن دارای 2 تا 4 درصد ناخالصی کربن است. در آهن کارشده، بیشتر کربن اکسید می‌شود، تا جایی که محتوای کربن به کمتر از 0.1 درصد می‌رسد. فولاد که ارزش بیشتری دارد، دارای درصد کربن متوسط است و خواص آن بسته به درصد کربن تغییر می‌کند: فولاد پرکربن از فولاد کم‌کربن محکم‌تر، اما شکننده‌تر است. فولاد بوته، مواد اولیه ورودی را به وسیله بوته از منبع گرما جدا می‌کند و کنترل دقیق کربوریزاسیون (افزایش محتوای کربن) یا اکسیداسیون (کاهش محتوای کربن) را ممکن می‌سازد. اضافه کردن فلاکس‌هایی مانند سنگ آهک برای کاهش یا افزایش میزان گوگرد، سیلیسیم و سایر ناخالصی‌ها به بوته استفاده می‌شود و با اضافه کردن آنها می‌توان خواص ماده را بیشتر تغییر داد.
برای تولید فولاد بوته از روش‌های مختلفی استفاده شده است. در مقالات اسلامی مانند طرسوسی و ابوریحان بیرونی، سه روش برای تولید غیرمستقیم فولاد بیان شده است. ابوریحان بیرونی، مورخ قرون وسطایی مسلمان (حدود ۹۷۳-۱۰۵۰)، اولین مرجع برای تولید فولاد دمشق را نوشته است. اولین و رایج‌ترین روش سنتی، کربوریزاسیون آهن کارشده در حالت جامد است. این یک فرآیند نفوذ است که در آن، آهن کارشده در بوته یا اجاقی با زغال چوب پوشیده و بسته‌بندی می‌شود، سپس به مجموعه حرارت داده می‌شود تا سرعت نفوذ کربن در آهن برای تولید فولاد بیشتر شود. اساس فرآیند ووتز فولاد، کربوریزاسیون است. روش دوم، کربن‌زدایی چدن با حذف کربن از چدن است. در روش سوم، از آهن کارشده و چدن استفاده می‌شود. در این فرآیند، آهن کارشده و چدن ممکن است در یک بوته با هم حرارت داده شوند تا با همجوشی این دو، فولاد تولید شود. ابوریحان بیرونی در رابطه با این روش می‌گوید: «این روشی بود که در آتش‌گاه به کار می‌رفت». در پژوهش فویورباخ آمده است که روش‌های هندی به روش کربوریزاسیون ووتز اشاره دارند.

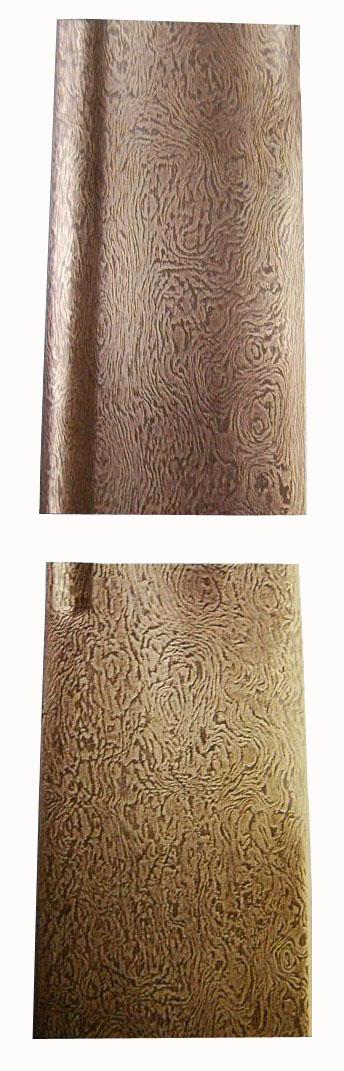
الگوی «بافت چوبی» تیغه شمشیری که از فولاد بوته ساخته شده است، دوره زندیه یا اوایل دوره قاجاریه: (زندیه) 1750–1794 م. (قاجاریه) 1794–1952 م، ایران. (مشتاق خراسانی 2006، 516)

واریاسیون‌هایی از فرآیند همجوشی عمدتاً در ایران و آسیای مرکزی یافت شده است، آثاری از آن در حیدرآباد هند نیز یافت شده است. برای تامین کربن، مواد آلی مختلفی توسط مراجع اسلامی معاصر ذکر شده است، از جمله پوست انار، بلوط، پوست میوه مانند پوست پرتقال، برگ و سفیده و پوست تخم‌مرغ. در برخی از منابع هندی، استفاده از تکه‌های چوب ذکر شده است، اما نکته قابل توجه این است که در هیچ یک از منابع، زغال چوب ذکر نشده است. 

## تاریخچه ابتدائی
تولید فولاد بوته معمولا در مراکز تولید در هند و سریلانکا مشاهده می‌شود. در این مناطق، فولاد بوته با فرآیند ووتز تولید شده است و فرض بر این است که ظهور آن در مکان‌های دیگر به واسطه تجارت بین‌مرزی بوده است.  به تازگی، مکان‌هایی در آسیای مرکزی مانند مرو در ترکمنستان و اخسیکت در ازبکستان کشف شده‌اند که مراکز مهم تولید فولاد بوته بوده‌اند.  یافته‌های آسیای مرکزی همگی از کاوش‌های مربوط به قرن‌های ۸ تا ۱۲ پس از میلاد بدست آمده‌اند، در حالی که تولید فولاد هندی/سریلانکایی به ۳۰۰ سال پیش از میلاد نیز می‌رسد. سنگ آهن هند رگه‌هایی از وانادیوم و سایر عناصر آلیاژی داشت که منجر به افزایش سختی‌پذیری فولاد بوته هندی شد، به طوری که این فولاد در سراسر خاورمیانه به توانایی حفظ لبه مشهور بود.
با اینکه فولاد بوته در دوران کهن بیشتر در خاورمیانه یافت می‌شد، شمشیرهای جوشکاری الگویی در اروپای قرن سوم و به خصوص در منطقه اسکاندیناوی کشف شده است.   شمشیر‌هایی با نام تجاری «اولفبرت» و قدمتی ۲۰۰ ساله از قرن نهم تا اوایل قرن یازدهم، نمونه‌های بارز این تکنیک هستند. تحقیقات ویلیامز نشان داده است که روند ساخت این تیغه‌ها از خاورمیانه سرچشمه گرفته و متعاقباً در مسیر تجاری ولگا معامله شده است. 
در قرون اول دوره اسلامی، پژوهش‌های علمی با موضوع شمشیر و فولاد آغاز شد. معروف‌ترین این پژوهش‌ها توسط جابر بن حیان در قرن هشتم، ابویوسف کندی قرن نهم، ابوریحان بیرونی در اوایل قرن یازدهم، طرسوسی در اواخر قرن دوازدهم و فخر مدبر قرن سیزدهم انجام شده است. در هر یک از این منابع در مورد فولاد‌های هندی و دمشق، از کل ادبیات باقیمانده از یونان و روم کلاسیک، اطلاعات بیشتری ارائه داده شده است. 

## تاریخچه مدرن

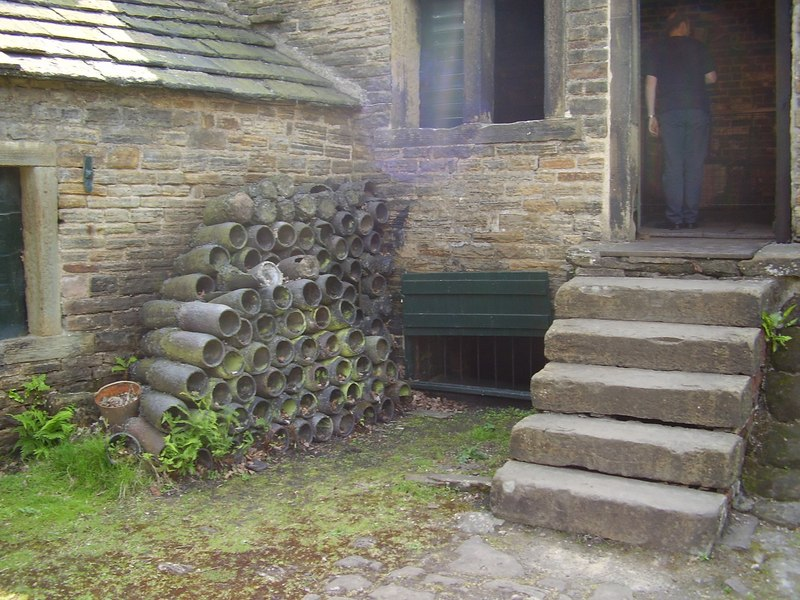
فولاد بوته ای در کنار یک اتاق کوره در Abbeydale Industrial Hamlet (موزه صنعتی در جنوب شهر شفیلد انگلستان)

### اولین ارجاعات اروپایی
اولین ارجاعات اروپایی به فولاد بوته، به دوران پس از قرون وسطی باز می‌گردد.  آزمایش‌های اروپایی فولادهای «دمشق» حداقل از قرن شانزدهم آغاز شده است. با این حال، دهه 1790 اولین زمانی بود که پژوهشگران آزمایشگاهی شروع به کار با فولادهایی تحت عنوان هندی/ووتز کردند. در آن زمان، اروپایی‌ها به واسطه یادداشت‌های عینی که مسافران جنوب هند از مشاهدات خود مستند کرده بودند، به توانایی هند در ساختن فولاد بوته پی برده بودند.
از اواسط قرن هفدهم به بعد، مسافران اروپایی شبه‌قاره هند با مشاهده عینی تولید فولاد در آن منطقه، گزارش های متعددی نوشتند. از جمله این گزارش ها می توان به یادداشت های ژان باپتیست تاورنیه در سال 1679، فرانسیس بوکانان در سال 1807 و اچ دبلیو. وویسی در سال 1832 اشاره کرد. در قرن‌های هجدهم، نوزدهم و اوایل قرن بیستم، اروپا به درک ماهیت و خواص فولاد ووتز علاقه نشان می‌داد و در این زمینه تلاش می‌کرد. فولاد ووتز هندی توجه برخی از مشهورترین دانشمندان را به خود جلب کرده بود، از جمله مایکل فارادی که مجذوب فولاد ووتز شده بود. پژوهش‌های جورج پیرسون در انجمن سلطنتی در سال 1795 در برانگیختن علاقه دانشمندان اروپایی به ووتز تاثیر به سزایی داشت. او اولین دانشمندی بود که نتایج کار خود را منتشر کرد و همچنین اولین کسی بود که کلمه «ووتز» را در نوشته‌هایش به کار برد.
پژوهشگر دیگری به نام دیوید موشت توانست استنباط کند که فولاد ووتز با فرايند همجوشی ساخته شده است. دیوید موشت در سال 1800 فرآیند خود را به عنوان یک اختراع ثبت کرد و گزارش پژوهش خود را در سال 1805 ارائه کرد. اما در واقع، اولین فرآیند موفق اروپایی حدود 50 سال قبل توسط بنجامین هانتسمن در دهه 1740 توسعه یافته بود.

### فولاد بوته در سایر نقاط
نوع دیگری از فولاد بوته در سال 1837 توسط مهندس روسی، پاول انوسوف، تولید شد. تکنیک او تکیه کمتری بر حرارت‌دهی و سرد کردن داشت. این تکنیک بیشتر بر فرایند آبدهی تاکید داشت، فرایندی که وقتی ساختار کریستالی درست در فلز ایجاد شده بود، فلز مذاب را سریع سرد می‌کرد. او فولاد خود را فولاد بولات نامید، راز این فولاد با فوت این دانشمند از بین رفت. در ایالات متحده آمریکا، فولاد بوته اولین بار توسط ویلیام متکلف تولید شد.